# Ženski kuglački klub Đakovo
ŽKK Đakovo je kuglački klub iz Đakova. 
Trenutačno se natječe u 1. hrvatskoj ligi za žene.

## Vanjski izvori
- Kuglački savez OS